# Carl Billich (Oberamtmann)
Georg Friedrich Carl Billich (* 22. April 1816 in Hengstfeld; † 23. Februar 1877 in Gaildorf) war ein württembergischer Oberamtmann.

## Leben
Billichs Vater war Schullehrer und Kantor in Hall. Nach der Schulzeit durchlief Carl Billich an verschiedenen Stationen eine Ausbildung zum Gehilfen für den öffentlichen Dienst. 1838 legte er die höhere Dienstprüfung erfolgreich ab. Von 1838 bis 1844 war er Oberamtsaktuar in den Oberämtern Crailsheim und Heilbronn. Anschließend arbeitete er vier Jahre lang als Stadtdirektions- und Oberamtsaktuar in Tübingen. 1848 wechselte er als Kanzleiassistent zur Regierung des Neckarkreises in Ludwigsburg, bevor er von 1848 bis 1853 Stadtdirektionssekretär in Stuttgart war. Von dort wechselte Billich als Oberrevisor ins Ministerium des Innern. Am Ende seiner beruflichen Laufbahn wurde er Oberamtmann des Oberamts Gaildorf. Dies blieb er 20 Jahre lang bis 1877.

## Veröffentlichung
- Das wuerttembergische Gewerbe-Recht. Belser, Stuttgart 1852.